# JT 마블러스
JT 마블러스(JTマーヴェラス)는 일본담배산업의 여자 배구팀이다. 연고지는 오사카부 오사카시이며, V.프리미어리그에 속해있다.

## 우승 경력

### 리그
- V.프리미어리그
  - 우승 (1): 2010-11

- V 챌린지리그/V 챌린지리그 I (V1 리그)
  - 우승 (4): 1999, 2003, 2014-15, 2015-16

### 컵
- 쿠로와시키 전일본 남녀 선발 배구대회
  - 우승 (4): 2011, 2012, 2015, 2016

## 소속했던 선수
- 하꼐우 (2004-2005)
- 케니 모레노 (2006-2008)
- 김연경 (2009-2011)
- 브란키차 미하일로비치 (2017-)